# Ronald Augustin
Ronald Augustin né le 20 septembre 1947 à Amsterdam était membre de la première génération de la Fraction armée rouge. 